# Vinslövs kyrka
Vinslövs kyrka är en av fyra kyrkor i Vinslövs församling i Lunds stift. Kyrkan ligger i norra delen av samhället Vinslöv omkring en mil sydost om Hässleholm.

## Kyrkobyggnaden
Kyrkan uppfördes i mitten av 1100-talet och kvar sedan dess är koret och absiden med välbevarade takmålningar utförda av Vinslövsmästaren från slutet av 1100-talet. Under 1400-talet försågs kyrkorummet med takvalv. År 1759 fick kyrktornet sitt nuvarande utseende. 1772 tillkom en korsarm i norr. Åren 1872–1873 uppfördes en korsarm i nyromansk stil på den södra sidan av kyrkobyggmästaren Nils Andersson, Malmö och 1917 revs norra korsarmen och ersattes med en ny liknande den södra.

## Inventarier
- Dopfunten lika gammal som kyrkan.
- Altaruppsatsen tillkom 1636.
- Predikstolen med ljudtak är från 1643.

### Orgel
- 1821 byggde Carl Grönvall, Hyby en orgel.
- 1873 byggde Anders Victor Lundahl, malmö en orgel med 12 stämmor. Orgeln fick ny fasad 1896.
- 1937 byggde A. Mårtenssons Orgelfabrik AB, Lund en orgel med 17 stämmor.
- Den nuvarande orgeln byggdes 1971 av Anders Persson Orgelbyggeri, Viken och är mekanisk orgel med cymbelstjärna. Fasaden är ny och ritad av Torsten Leon-Nilson.

| Huvudverk I     | Bröstverk II  | Pedal         | Koppel |
| Gedakt 8´       | Rörflöjt 8´   | Subbas 16´    | I/P    |
| Fugara 8´       | Salicional 8´ | Gedakt 8´     | II/P   |
| Principal 4'    | Kvintadena 4' | Koralbas 4'   | II/I   |
| Spetsflöjt 4'   | Principal 2'  | Blockflöjt 2' |        |
| Waldflöjt 2'    | Nasat 1 1/3'  |               |        |
| Sesquialtera II | Krumhorn 8'   |               |        |
| Mixtur III      |               |               |        |